# Kilcummin Farmhill
Kilcummin Farmhill är en ort i republiken Irland.   Den ligger i grevskapet Ciarraí och provinsen Munster, i den sydvästra delen av landet, 260 km sydväst om huvudstaden Dublin. Kilcummin Farmhill ligger 152 meter över havet och antalet invånare är 368.
Terrängen runt Kilcummin Farmhill är platt åt sydväst, men åt nordost är den kuperad. Runt Kilcummin Farmhill är det ganska tätbefolkat, med 104 invånare per kvadratkilometer. Närmaste större samhälle är Killarney, 6,5 km sydväst om Kilcummin Farmhill. Trakten runt Kilcummin Farmhill består i huvudsak av gräsmarker.